# Lara Jo Regan
Pour les articles homonymes, voir Regan.
Lara Jo Regan est une photographe américaine. Elle est récipiendaire du World Press Photo of the Year.